# Amtsoberamt Stuttgart

Karte der württembergischen Oberämter, Stand 1926

Das Amtsoberamt Stuttgart war ein württembergischer Verwaltungsbezirk (auf beigefügter Karte #50), der 1934 in Kreis Stuttgart-Amt umbenannt und 1938 aufgelöst wurde. Sitz der Verwaltung war die Haupt- und Residenzstadt Stuttgart, die jedoch seit 1699 nicht mehr zum Amt gehörte. Allgemeine Bemerkungen zu württembergischen Oberämtern siehe Oberamt (Württemberg).

## Geografie
Das Amtsoberamt, im Zentrum Württembergs gelegen und die Stadt Stuttgart von drei Seiten umschließend, reichte von Feuerbach im Norden bis nach Waldenbuch im Süden. Mit Glemswald, westlicher Filderebene und Ostteil des Schönbuchs hatte das Gebiet Anteil an mehreren Naturräumen, die über die Flüsse Glems, Feuerbach, Körsch und Aich zum Neckar entwässern.
Im Jahr 1900 umfasste der Bezirk eine Fläche von 206 km² und hatte 50.500 Einwohner. Die Grenzen und damit auch die Fläche änderten sich im Laufe der Geschichte mehrfach. So wurden im 20. Jahrhundert einerseits Gemeinden aus dem Amtsoberamt in die Stadt Stuttgart eingegliedert, andererseits kamen 1923 einige Orte vom aufgelösten Oberamt Cannstatt hinzu, siehe unten.
Das Amtsoberamt Stuttgart grenzte im Norden an das Oberamt Ludwigsburg, im Nordosten an das Oberamt Cannstatt und an die Stadt Stuttgart, im Osten an das Oberamt Esslingen, im Süden an die Oberämter Nürtingen und Tübingen und im Westen an die Oberämter Böblingen und Leonberg.

## Geschichte

Amtsoberamt Stuttgart, Gebietsstand 1813, mit den früheren Herrschaftsgrenzen

Stuttgart, 1247 zu Württemberg gekommen und in der Folge zur Residenzstadt ausgebaut, war bereits im 13. Jahrhundert Verwaltungsmittelpunkt für das nähere Umland. Zum Amt Stuttgart zählten zunächst nur die Stadt selbst, die zugehörigen Weiler Heslach, Böhmisreute (später abgegangen), Berg und Gablenberg sowie das Dorf Gaisburg. Durch die Eingliederung neu erworbener Orte wurde das Amt nach und nach vergrößert, so dass es sich Anfang des 16. Jahrhunderts über einen Teil der Filder erstreckte und mit dem Städtchen Waldenbuch und dem „Leinfelder Ämtlein“ den Schönbuch erreichte. Oberesslingen und (das nur zum Teil württembergische) Plochingen lagen als Exklaven außerhalb des sonst geschlossenen Amtsbezirks. Später kamen noch Untersielmingen mit Harthausen (1554) und das Gebiet der Propstei Nellingen (1649, schon vorher unter württembergischer Schirmvogtei) hinzu.
1699 trennte Herzog Eberhard Ludwig Stadt und Amt Stuttgart voneinander. Für das Amt, das einen eigenen Vogt und einen eigenen Amtspfleger erhielt, wurde das Gebäude Rotebühlstraße 29 als Verwaltungssitz eingerichtet. Eine eigene Amtsschreiberei bestand jedoch erst ab 1759; seither waren die Bezeichnungen Stadtoberamt für die städtische Behörde und Amtsoberamt für das bisherige Amt Stuttgart gebräuchlich. Dennoch blieben gewisse Tätigkeiten für beide Amtsbezirke noch unter einer Führung, so etwa das Medizin- und das Kirchenwesen.
Nachdem es im 18. Jahrhundert keine Gebietsveränderungen gegeben hatte – abgesehen davon, dass Feuerbach von 1718 bis 1739 vorübergehend zum Amt Cannstatt gehörte – wurde das Amtsoberamt 1807 um die früheren Esslinger Spitaldörfer Vaihingen und Möhringen vergrößert. Im Gegenzug kamen Oberesslingen und Plochingen 1808 zum Oberamt Esslingen, Nellingen folgte 1810. Zu jener Zeit gehörte das Amtsoberamt Stuttgart zum ersten der insgesamt zwölf Kreise, in die das Königreich 1806 eingeteilt wurde. Ab 1810 gehörte es zur Landvogtei Rothenberg und ab 1818 zum Neckarkreis.
Mit der Eingliederung Gaisburgs nach Stuttgart begann 1901 die Reihe der – zunächst auf freiwilliger Basis, ab 1933 unter Zwang – vollzogenen Eingemeindungen, die das Gebiet das Amtsoberamts schrittweise verkleinerten. 1937 waren von den einst 26 Gemeinden noch 18 übrig geblieben. Als im folgenden Jahr die Aufhebung des Kreises verfügt wurde, kamen sechs Gemeinden (darunter Möhringen und Vaihingen) zum Landkreis Böblingen, die übrigen (darunter Birkach und Plieningen) zum Landkreis Esslingen. Doch wurden diese vier genannten Gemeinden 1942 ebenfalls in die Stadt Stuttgart eingegliedert.

## Gemeinden

### Einwohnerzahlen 1850
Folgende Gemeinden waren 1850 dem Amtsoberamt Stuttgart unterstellt:
| Nr. | frühere Gemeinde                      | Einwohner evang. | 1850 kath. | israel. | heutige Gemeinde        |
| --- | ------------------------------------- | ---------------- | ---------- | ------- | ----------------------- |
| 1   | Bernhausen                            | 1713             | 4          |         | Filderstadt             |
| 2   | Birkach mit Riedenberg                | 1082             | 6          |         | Stuttgart               |
| 3   | Bonlanden                             | 1291             | 4          |         | Filderstadt             |
| 4   | Bothnang                              | 1396             | 11         |         | Stuttgart               |
| 5   | Degerloch                             | 1450             | 4          |         | Stuttgart               |
| 6   | Echterdingen                          | 1939             | 14         |         | Leinfelden-Echterdingen |
| 7   | Feuerbach                             | 2808             | 7          |         | Stuttgart               |
| 8   | Gaisburg                              | 909              | 4          | 3       | Stuttgart               |
| 9   | Harthausen                            | 596              |            |         | Filderstadt             |
| 10  | Heumaden                              | 485              |            |         | Stuttgart               |
| 11  | Kaltenthal                            | 509              | 4          |         | Stuttgart               |
| 12  | Kemnath                               | 910              | 4          |         | Ostfildern              |
| 13  | Leinfelden mit Ober- und Unter-Aichen | 821              |            |         | Leinfelden-Echterdingen |
| 14  | Möhringen                             | 2438             | 4          | 4       | Stuttgart               |
| 15  | Musberg                               | 603              | 1          |         | Leinfelden-Echterdingen |
| 16  | Ober-Sielmingen                       | 436              |            |         | Filderstadt             |
| 17  | Plattenhardt                          | 1474             | 6          |         | Filderstadt             |
| 18  | Plieningen                            | 2568             | 6          |         | Stuttgart               |
| 19  | Rohr                                  | 549              | 3          |         | Stuttgart               |
| 20  | Ruith                                 | 854              | 1          |         | Ostfildern              |
| 21  | Scharnhausen                          | 913              | 4          |         | Ostfildern              |
| 22  | Steinenbronn                          | 998              | 2          |         | Steinenbronn            |
| 23  | Stetten                               | 620              |            |         | Leinfelden-Echterdingen |
| 24  | Unter-Sielmingen                      | 835              | 1          |         | Filderstadt             |
| 25  | Vaihingen                             | 1665             | 11         |         | Stuttgart               |
| 26  | Waldenbuch mit Glashütte              | 2105             | 1          |         | Waldenbuch              |
|     | Summe                                 | 31967            | 102        | 7       |                         |

### Änderungen im Gemeindebestand seit 1813

Gemeinden und Markungen um 1860. Farblich abgesetzt das Gebiet der Stadtdirektion Stuttgart.

1901 wurde Gaisburg nach Stuttgart eingemeindet.
1907 erhielt Feuerbach das Stadtrecht.
1908 wurde Degerloch nach Stuttgart eingemeindet.
1922 wurden Botnang (mit dem Rot- und Schwarzwildpark) und Kaltental nach Stuttgart eingemeindet.
1923 schlossen sich Ober- und Untersielmingen zur Gemeinde Sielmingen zusammen. Im selben Jahr kamen die Gemeinden Hofen, Mühlhausen, Münster, Rohracker, Sillenbuch und Zazenhausen vom aufgelösten Oberamt Cannstatt zum Oberamt Stuttgart.
1929 schlossen sich Feuerbach und Weilimdorf (Oberamt Leonberg) zusammen. Im selben Jahr wurde Hofen nach Stuttgart eingemeindet.
1931 wurde Münster nach Stuttgart eingemeindet.
1933 wurden Feuerbach, Mühlhausen und Zazenhausen nach Stuttgart eingemeindet.
1936 wurde Rohr nach Vaihingen eingemeindet.
1937 wurden Heumaden, Rohracker und Sillenbuch nach Stuttgart eingemeindet.

## Amtsvorsteher
- 1799–1809: Johann Christian Schott (1755–1841)
- 1809–1811: Carl Friedrich von Dizinger (1774–1842)
- 1811–1814: Georg Ludwig von Breuning (1750–1814)
- 1814–1831: Christoph Maximilian von Griesinger (1763–1831)
- 1831–1852: Eberhard Christian von Heigelin (1789–1857)
- 1852–1866: Friedrich Mugler (1793–1869)
- 1866–1877: Karl Hermann von Hörner (1809–1880)
- 1877–1895: Wilhelm Friedrich von Drescher (1820–1897)
- 1895–1902: Robert Fleischhauer (1833–1903)
- 1902–1912: Franz Gambs (1846–1917)
- 1912–1922: Friedrich Hornung (1865–1928)
- 1923–1926: Hermann Aichele (1881–1940)
- 1926–1938: Hermann Niethammer (1874–1953)